# Сремска Каменица
Сремска Каменица (на сръбски: Сремска Каменица) е град в Сърбия, Автономна област Войводина, Южнобачки окръг, община Град Нови Сад, градска община Петроварадин.
Намира се на десния бряг на Дунава, на 1259 км от влива на реката в Черно море.
Сремска Каменица е изходен пункт към планината Фрушка гора.

## Население
Населението на града е възлизало на 7955 жители през 1991 г.
Етнически състав:
- сърби – 8086 жители (78,58 %)
- хървати – 561 жители (5,00 %)
- югославяни – 358 жители (3,19 %)
- унгарци – 256 жители (2,28 %)
- черногорци – 141 жители (1,25 %)
- словаци – 102 жители (0,91 %)
- русини – 69 жители (0,61 %)
- македонци – 38 жители (0,33 %)
- други – 142 жители (1,27 %), вкл. 2 българи
- непознати – 117 жители (1,04 %)